# 曹廣楨
曹廣楨（1864年—1937年），字梅訪，湖南長沙人，清朝進士、清末民初政治人物。
光緒十一年，中舉；光緒十八年（1892年），登進士，同年五月，以主事分部学习，授刑部主事，后升刑部員外郎、刑部郎中。后改任軍機處領班章京。光緒三十四年（1908年），任吉林提學使。